# Drachten Centrum

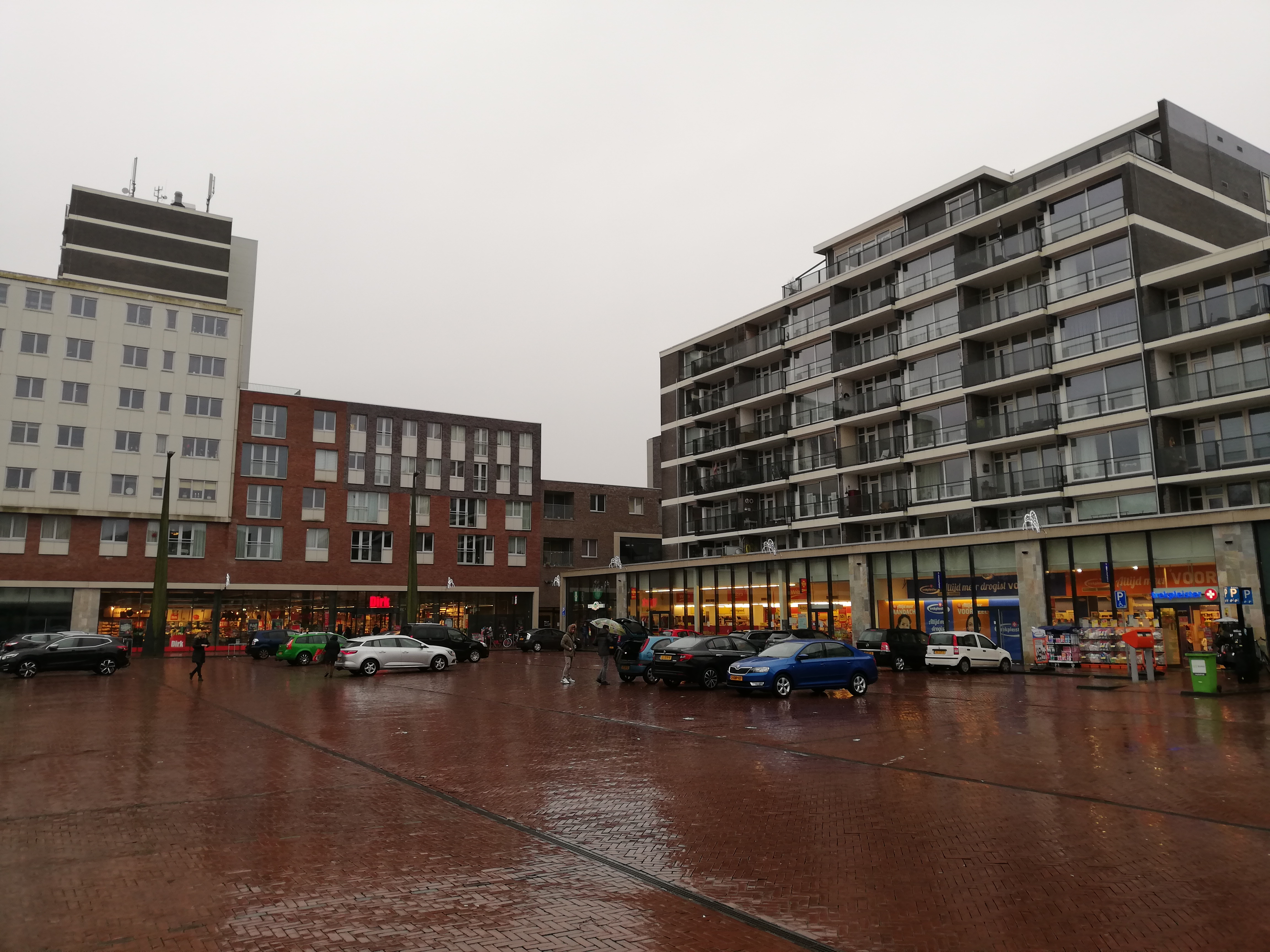
Raadhuisplein

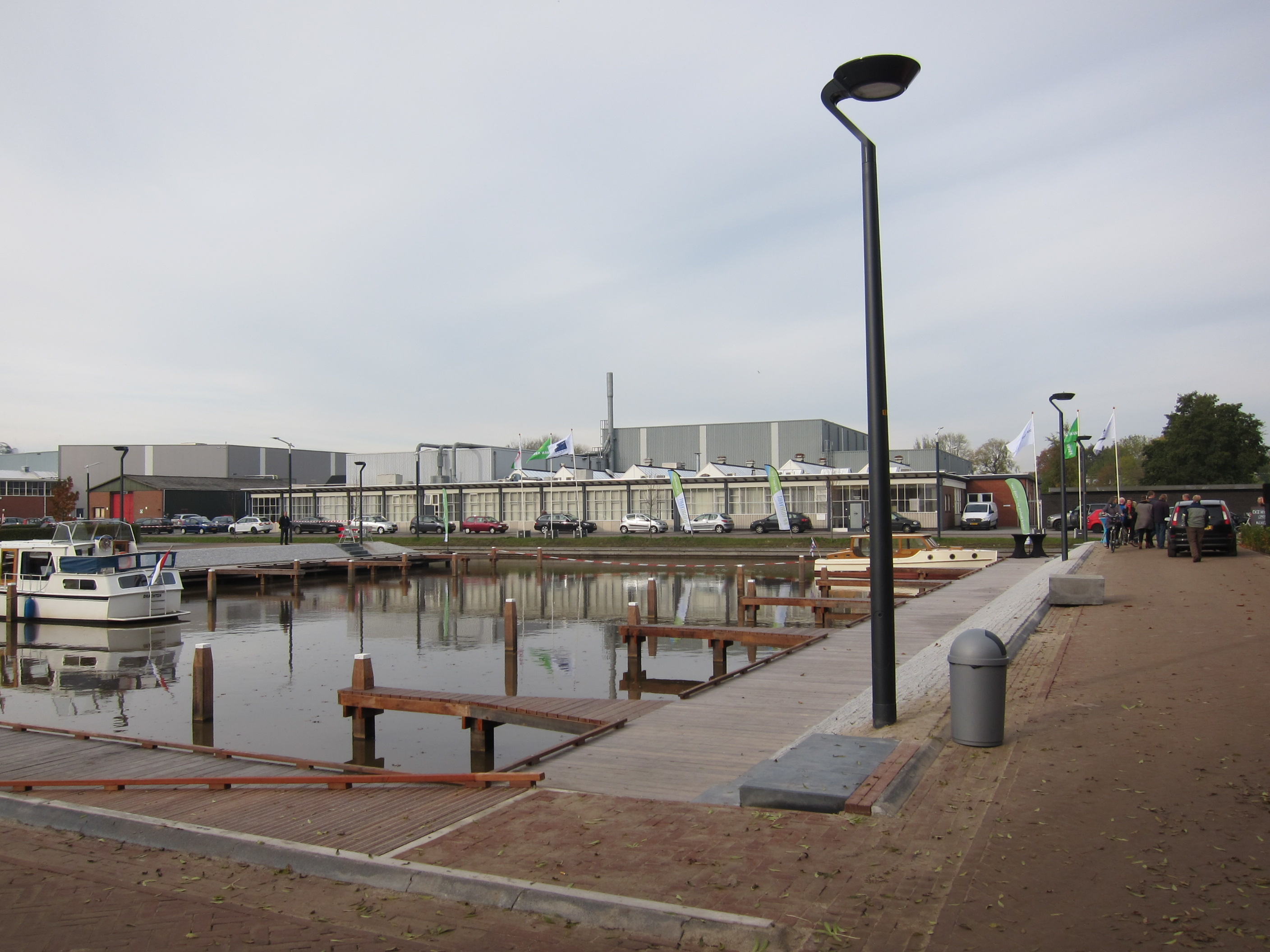
De Passantenhaven in Centrum

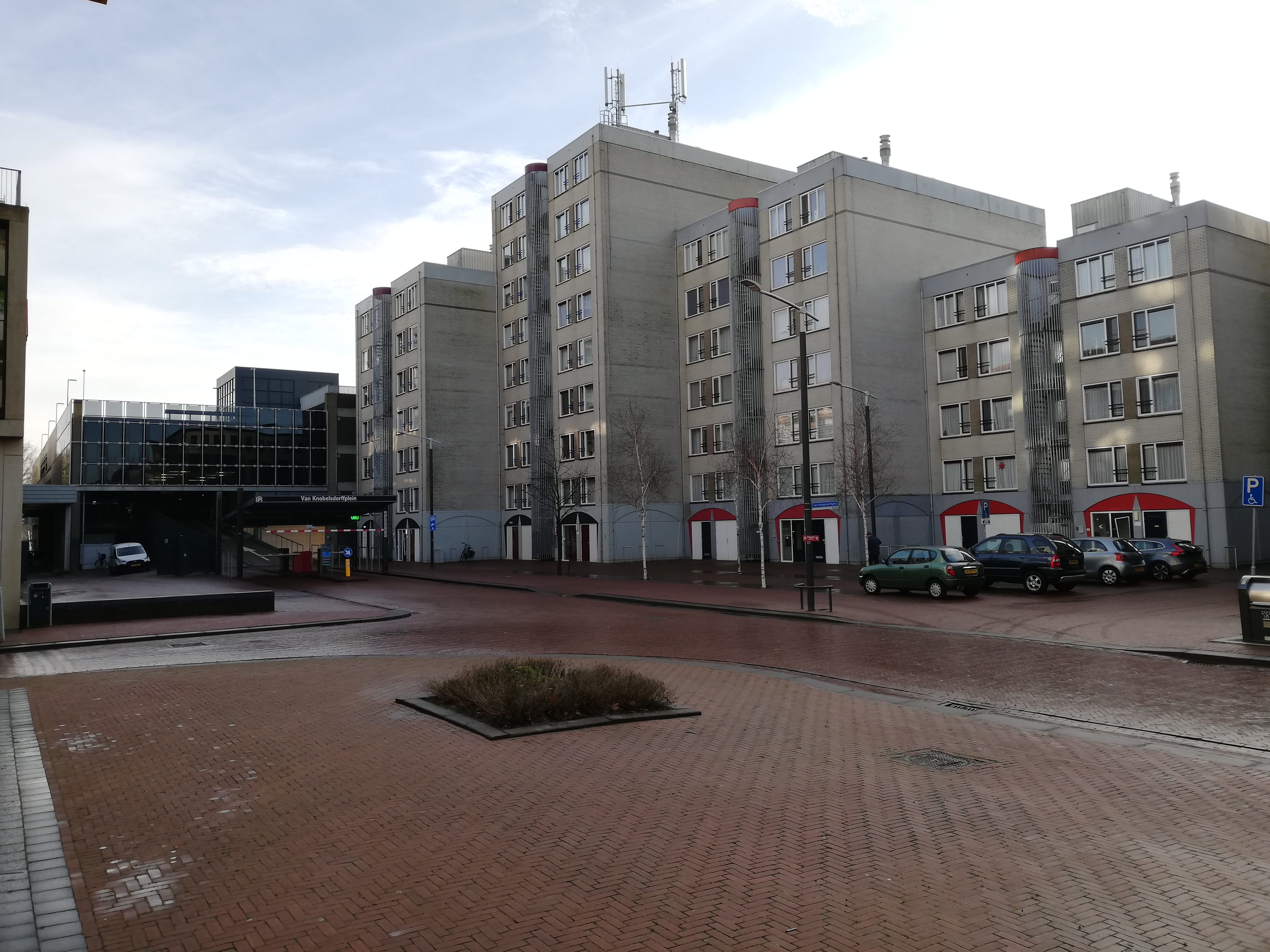
Van Knobelsdorffplein

Drachten Centrum is een woonwijk in de Nederlandse plaats Drachten.
In deze wijk bevindt zich ook het Thalenpark en De Kaden.

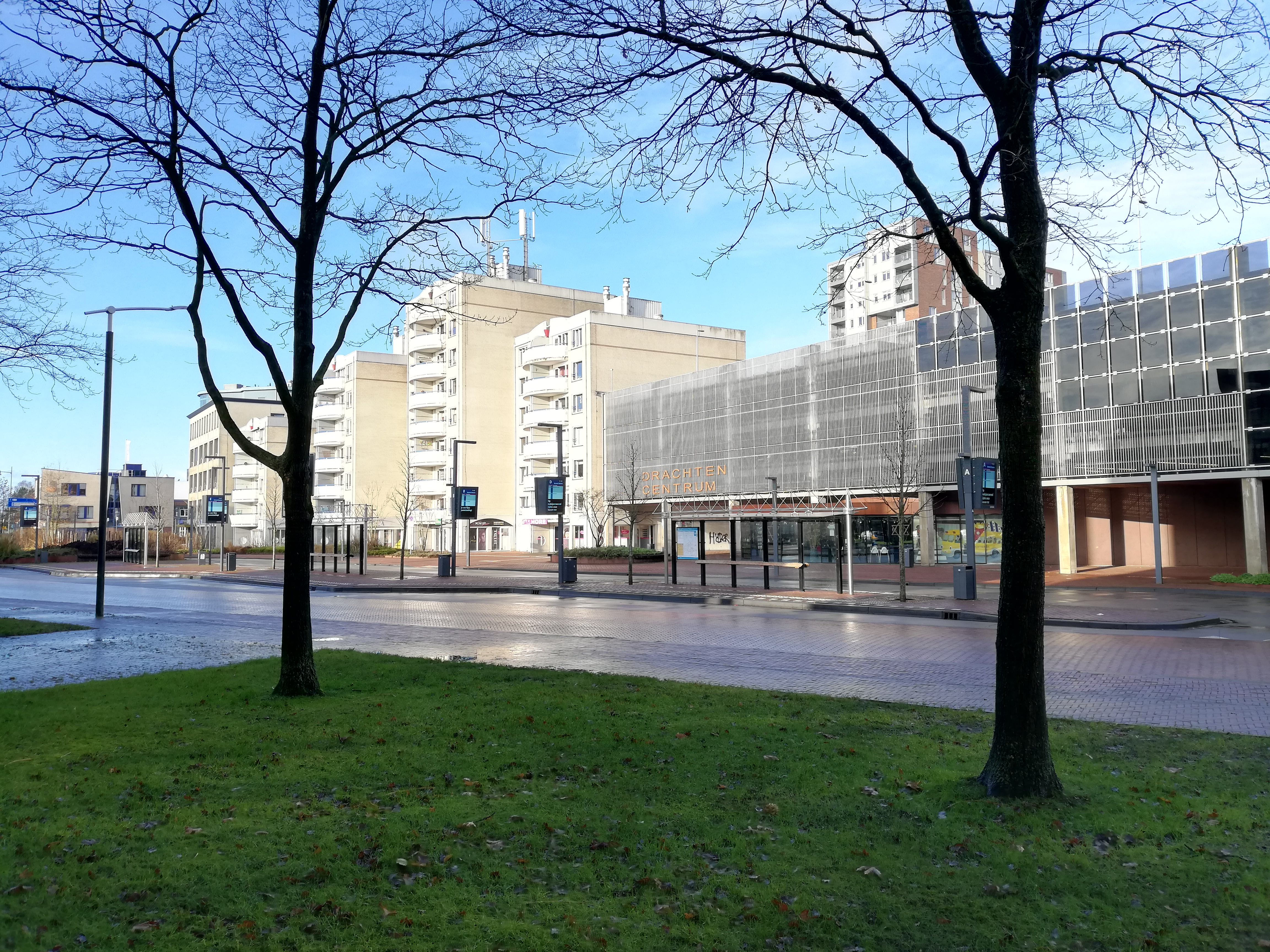
Busstation Centrum

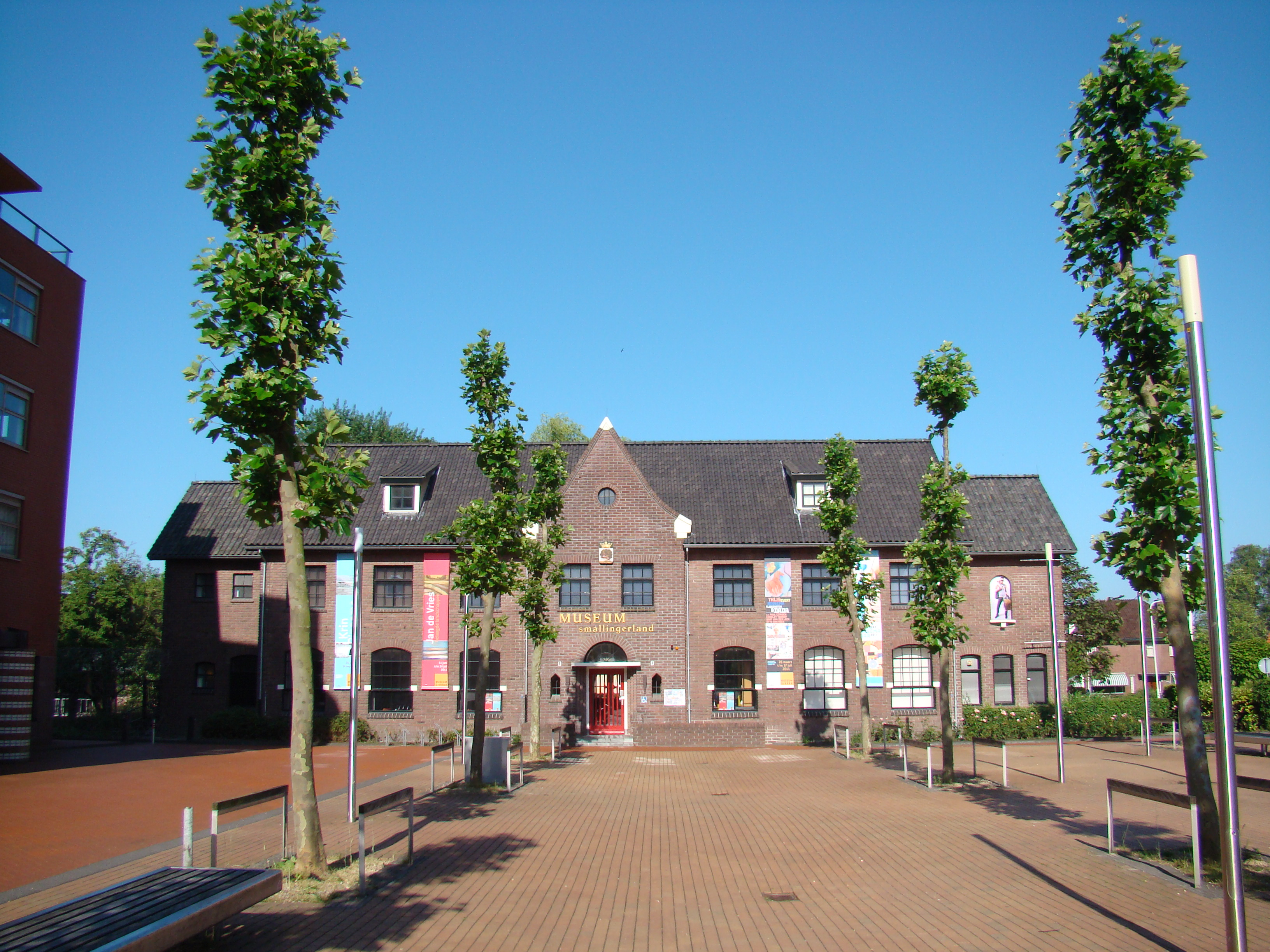
Museumplein

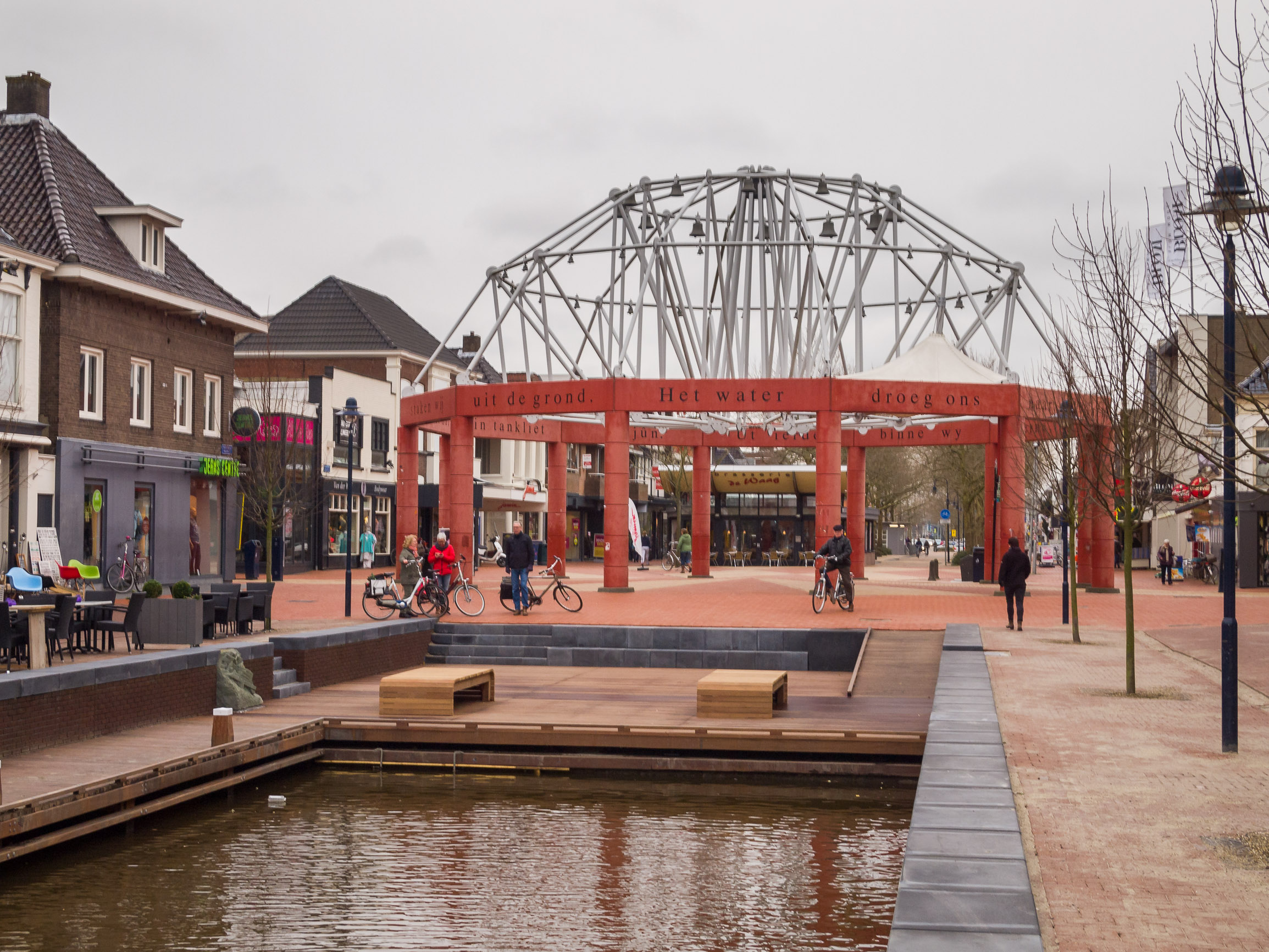
Carillon Drachten Centrum

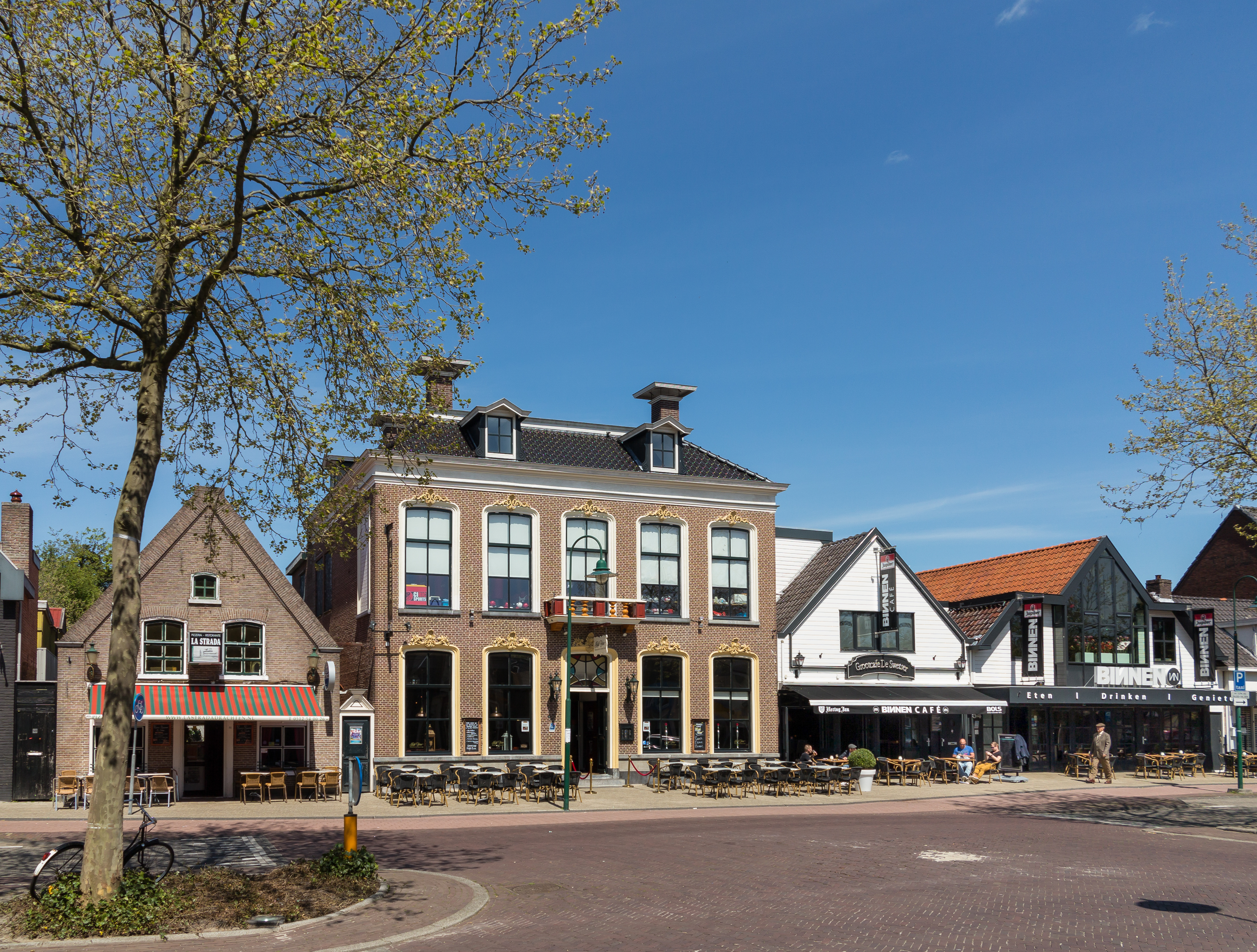
De Kaden Drachten

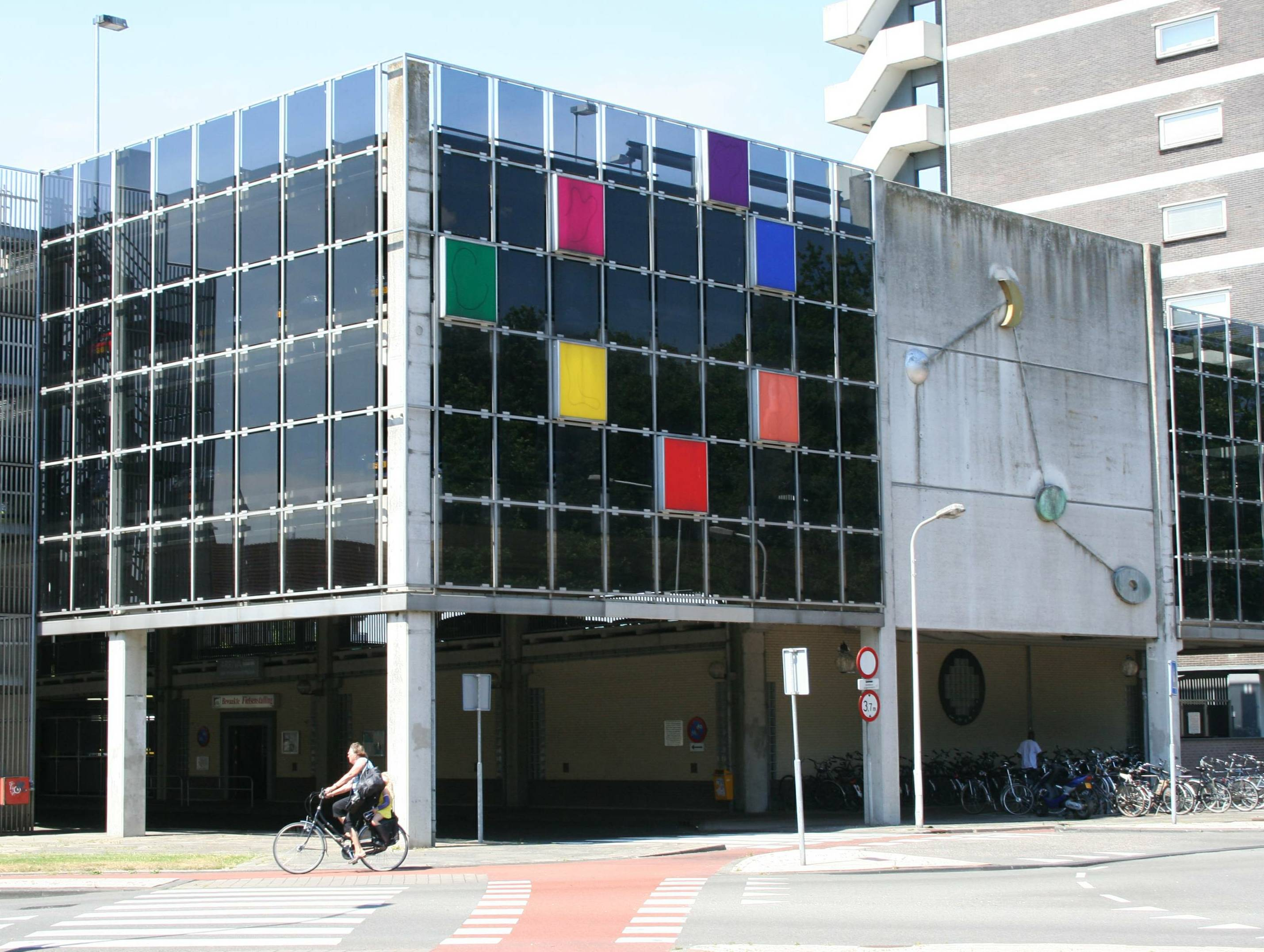
Movement (Drachten)

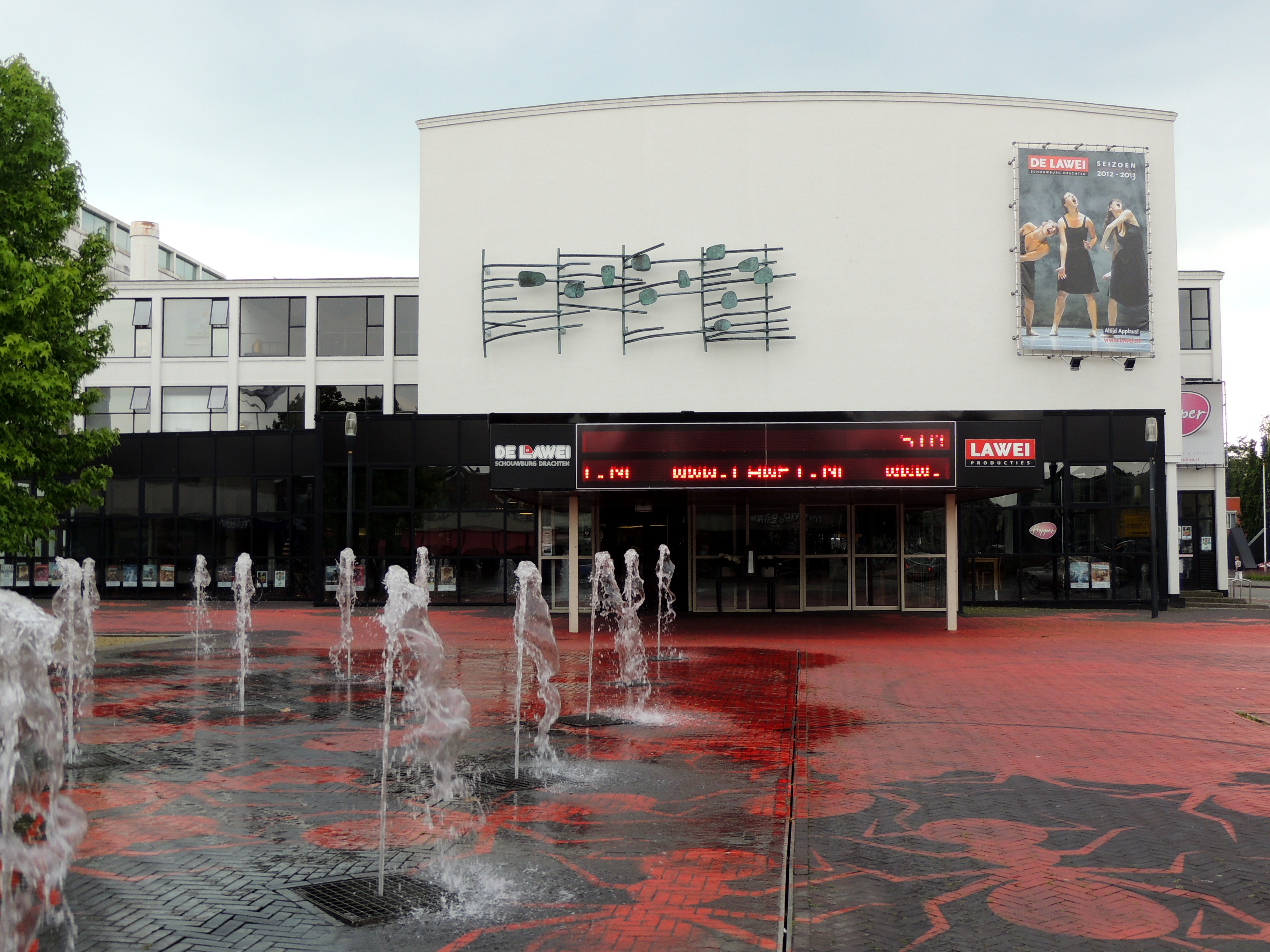
Schouwburg De Lawei

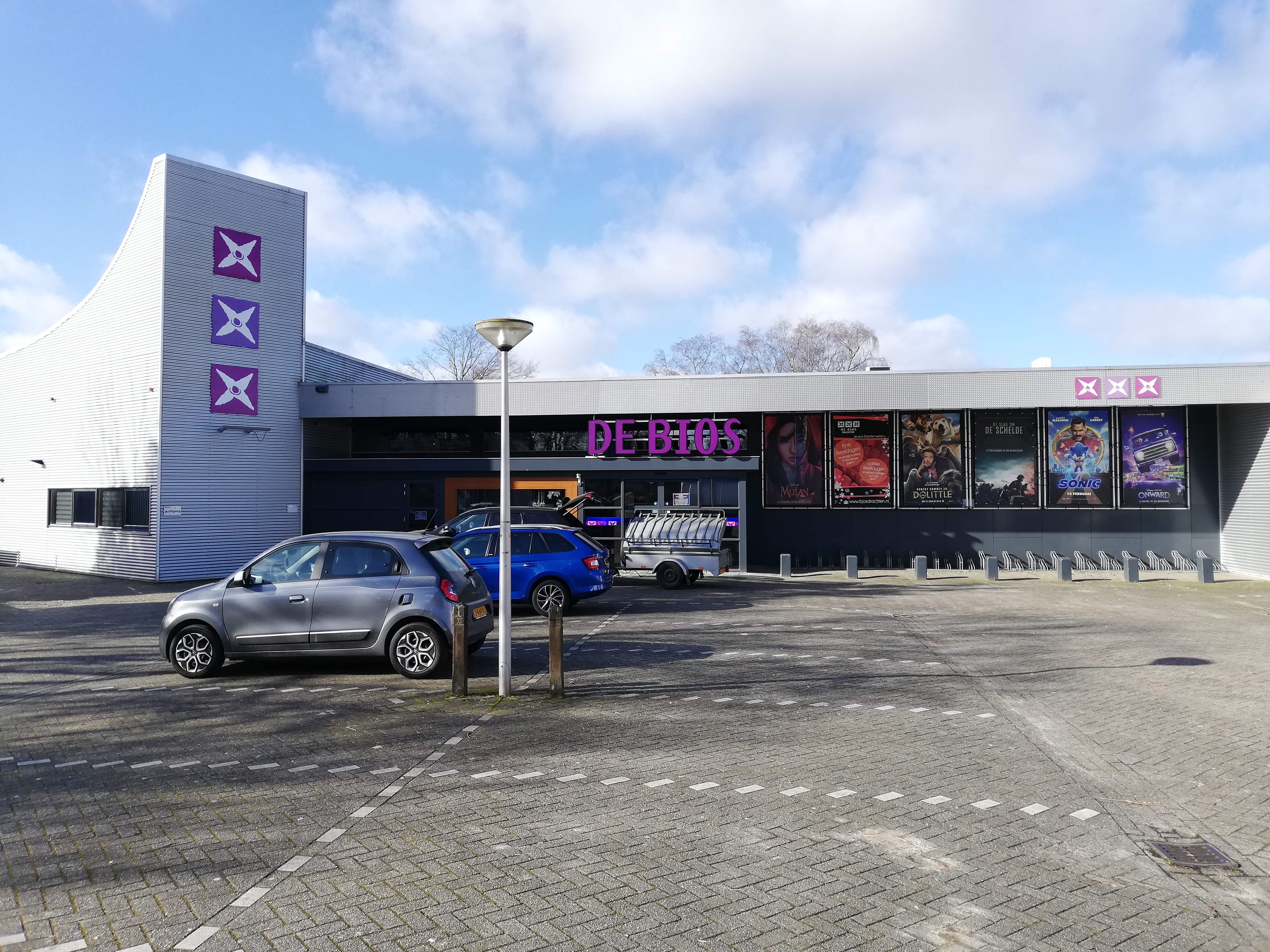
Bioscoop

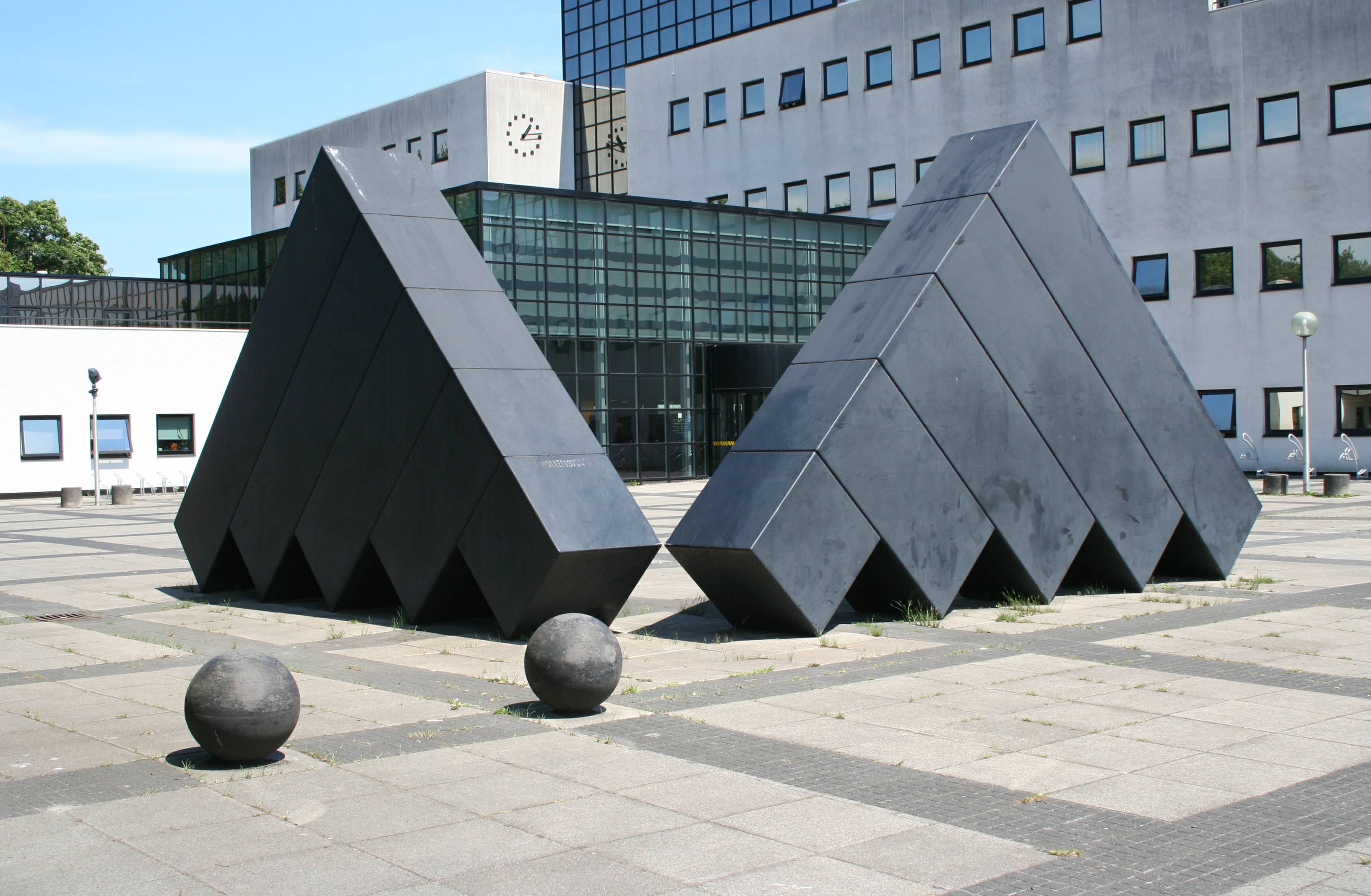
Gemeentehuis Drachten